# Tychy
Tychy (in tedesco Tichau) è una città polacca del voivodato della Slesia, nella zona meridionale del paese. Ricopre una superficie di 81,72 km² e nel 2008 contava 129 475 abitanti. Dal 1975 al 1998 la città ha fatto parte del voivodato di Katowice.

## Posizione
Tychy è situata a circa 20 km a sud di Katowice, nella zona industriale della Slesia superiore, nelle vicinanze del fiume Vistola.

## Storia
Le prime notizie riguardo Tychy risalgono al 1467, anche se la nuova città, prettamente industriale, è stata edificata a partire dalla metà del novecento.

### Origini della Nuova Tychy
La nuova città è stata disegnata dal Prezydium Rządu nel 1950, nelle immediate vicinanze di Katowice. Lo scopo era quello di creare una città dormitorio per coloro che lavoravano a Katowice.
Tychy è oggi una delle più grandi fra le cosiddette Città nuove e si è ampiamente accresciuta dal 1950 al 1985 e, sebbene fosse stata progettata per ospitare circa 100.000 persone, oggi conta una popolazione maggiore.
Il disegno e la progettazione della Nuova Tychy (Nowe Tychy) sono stati affidati agli architetti e urbanisti Kazimierz Wejchert (Smolensk, 14 marzo 1912 – Varsavia, 3 maggio 1993) e Hanna Adamczewska-Wejchert (Radom, 29 luglio 1920 –  Tychy, 2 gennaio 1996), sua moglie.
La città si è sviluppata prevalentemente verso Sud, infatti, il vecchio centro, ovvero il quartiere della vecchia Tychy (Stary Tychy), si trova adesso in una posizione periferica.
I quartieri di Tychy sono suddivisi in ordine alfabetico. In ognuno di questi, la maggioranza delle vie ha come iniziale la lettera dell'alfabeto corrispondente a quella del quartiere.

## Cultura
- Museo d'arte professionale in miniatura Henryk Jan Dominiak

## Industrie
Tychy è la sede del birrificio della Tyskie, una delle birre più consumate in tutta la Polonia.
È anche sede di due stabilimenti della Stellantis: il primo è nato nel 1975 per volontà della FIAT (al tempo FSM), e vi vengono materialmente assemblate vetture di grande successo, come la Fiat Cinquecento, la Fiat Panda (169) del 2003, la Lancia Ypsilon (846) del 2011 e la 500 (312) del 2007; il secondo invece nasce nel 1996 inizialmente per la produzione di motori Isuzu (gruppo General Motors), per poi passare nel 2017 sotto l'egida del gruppo PSA.

## Sport
La più importante società sportiva della città è il club GKS Tychy, che comprende una squadra di calcio vice-campione di Polonia nel 1976 e una di hockey su ghiaccio campione nel 2005, 2015 e 2018.

## Amministrazione

### Gemellaggi
- Marzahn-Hellersdorf, dal 1992
- Cassino, dal 1977

## Galleria d'immagini

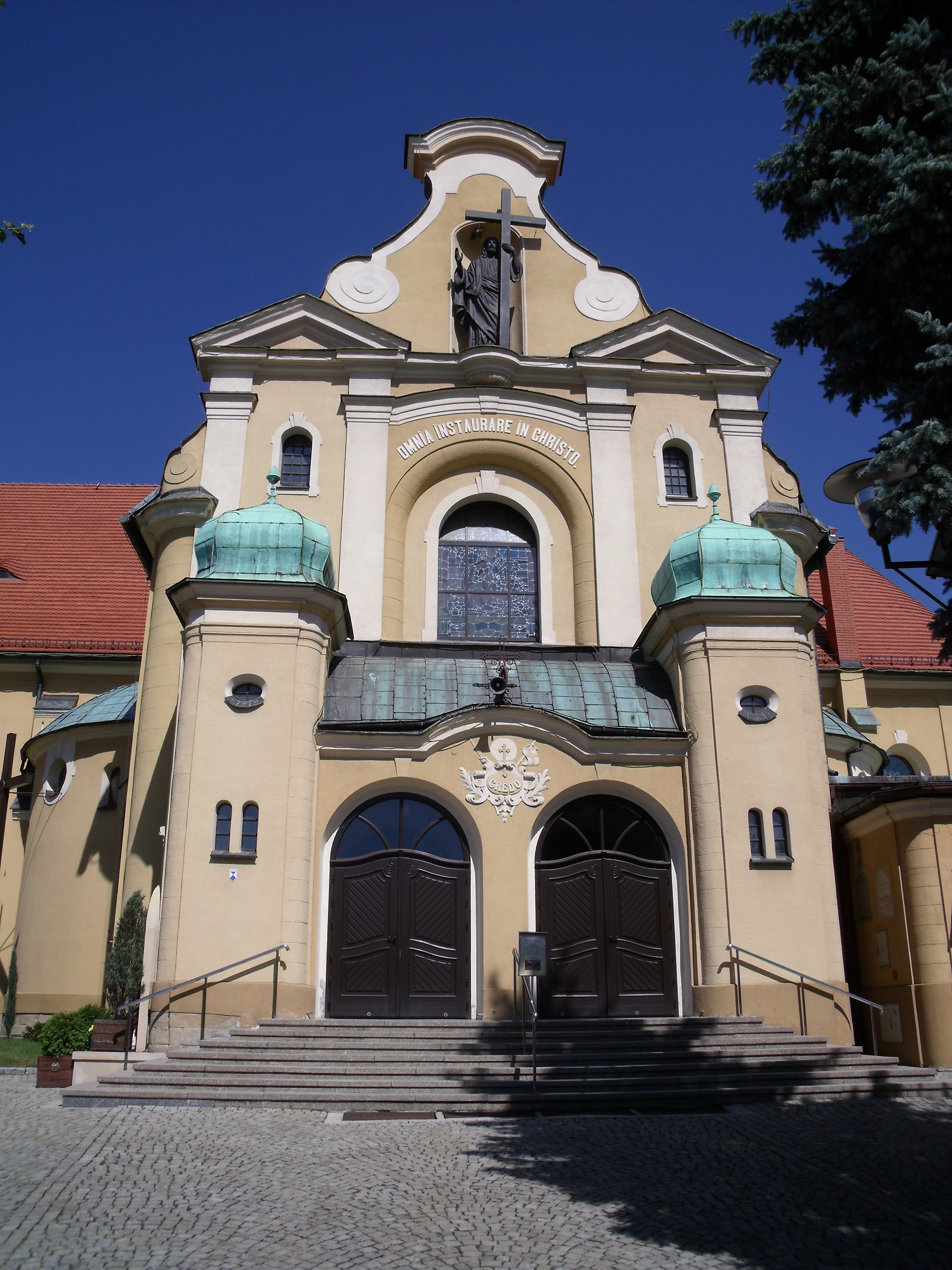
Chiesa di Santa Maria Maddalena (barocco)
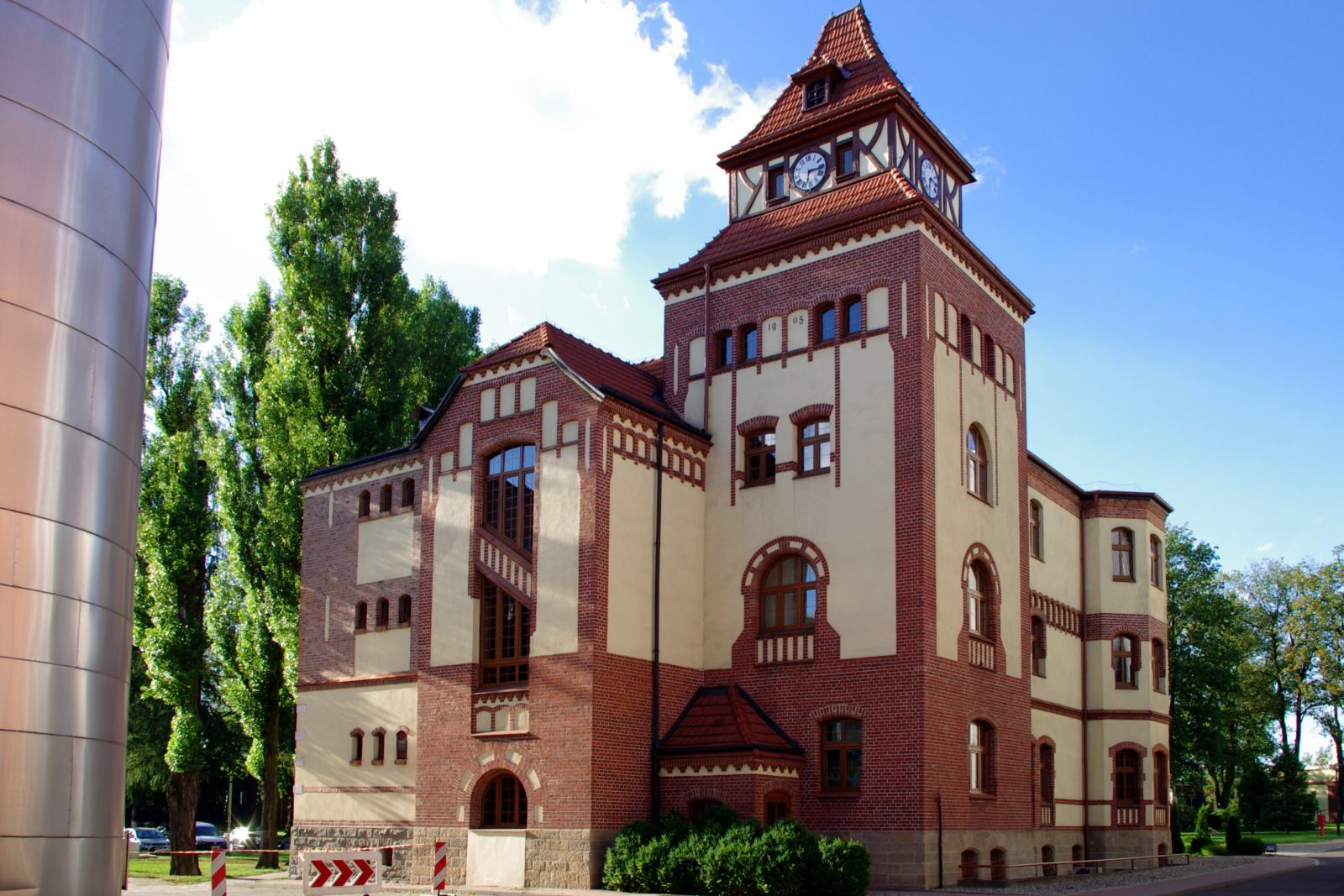
Browar Książęcy (il birrificio)
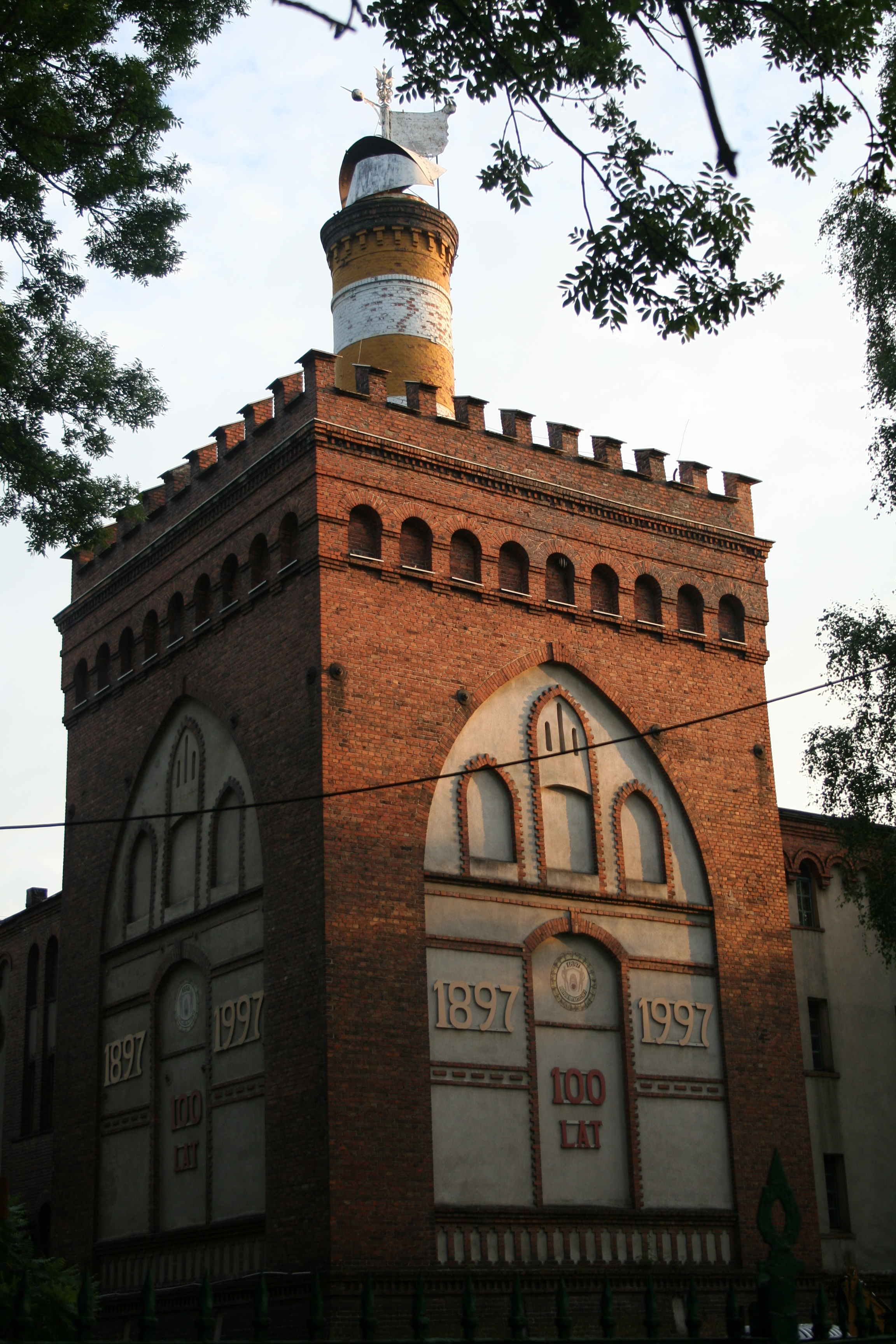
Browar Obywatelski (il birrificio)
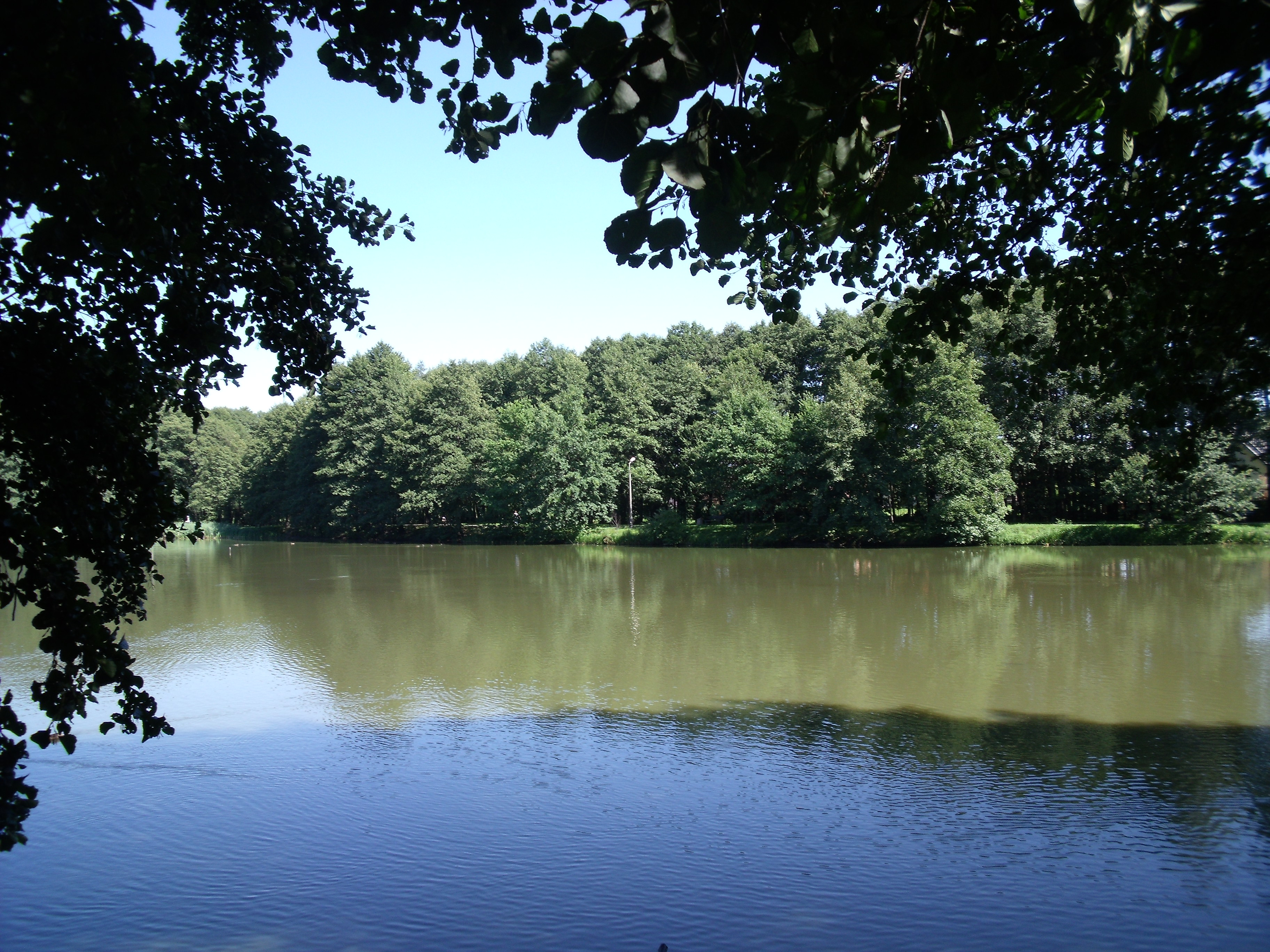
Parco del Cigni (Park Łabędzi)
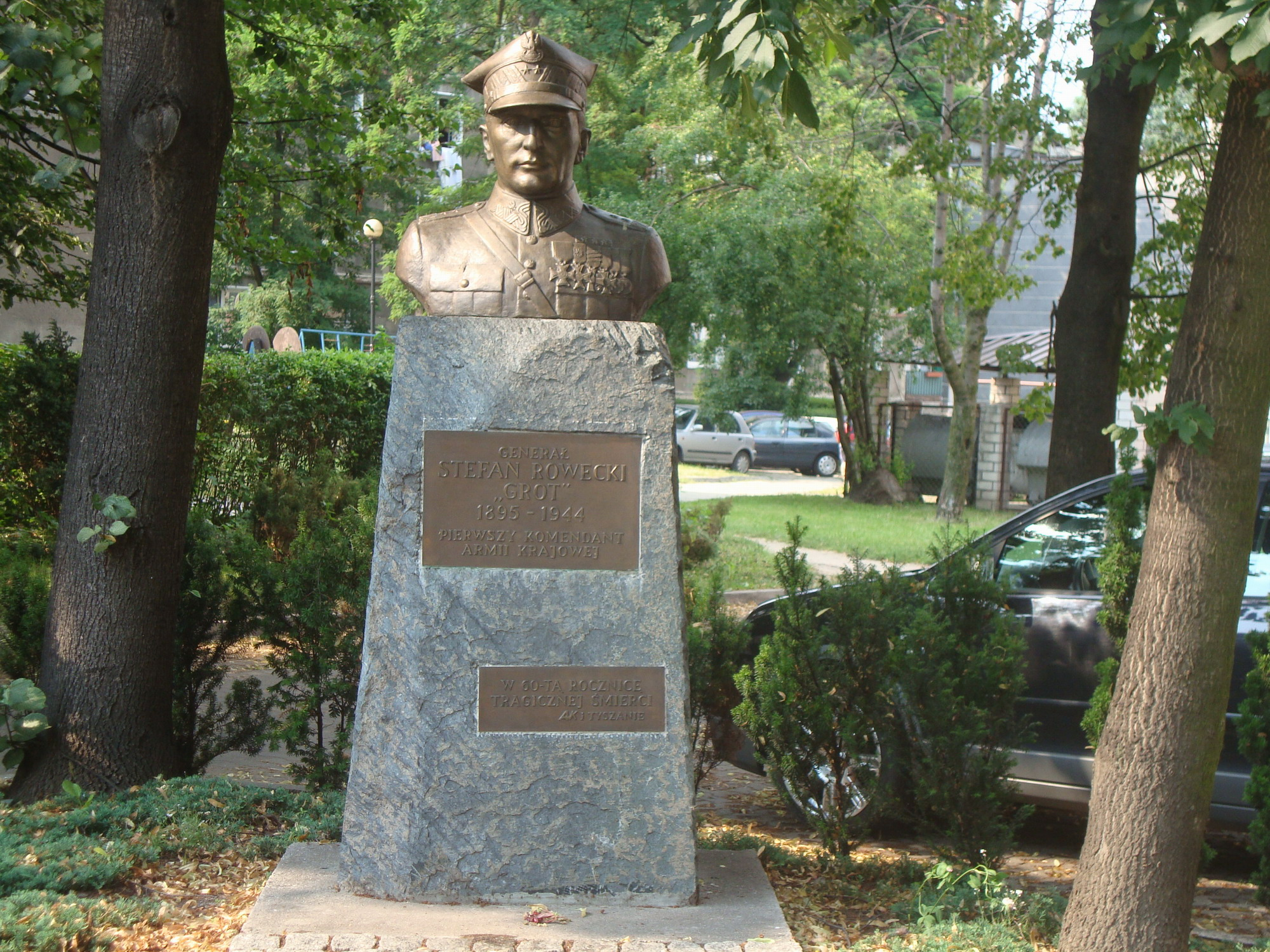
Monumento al generale Stefan Rowecki
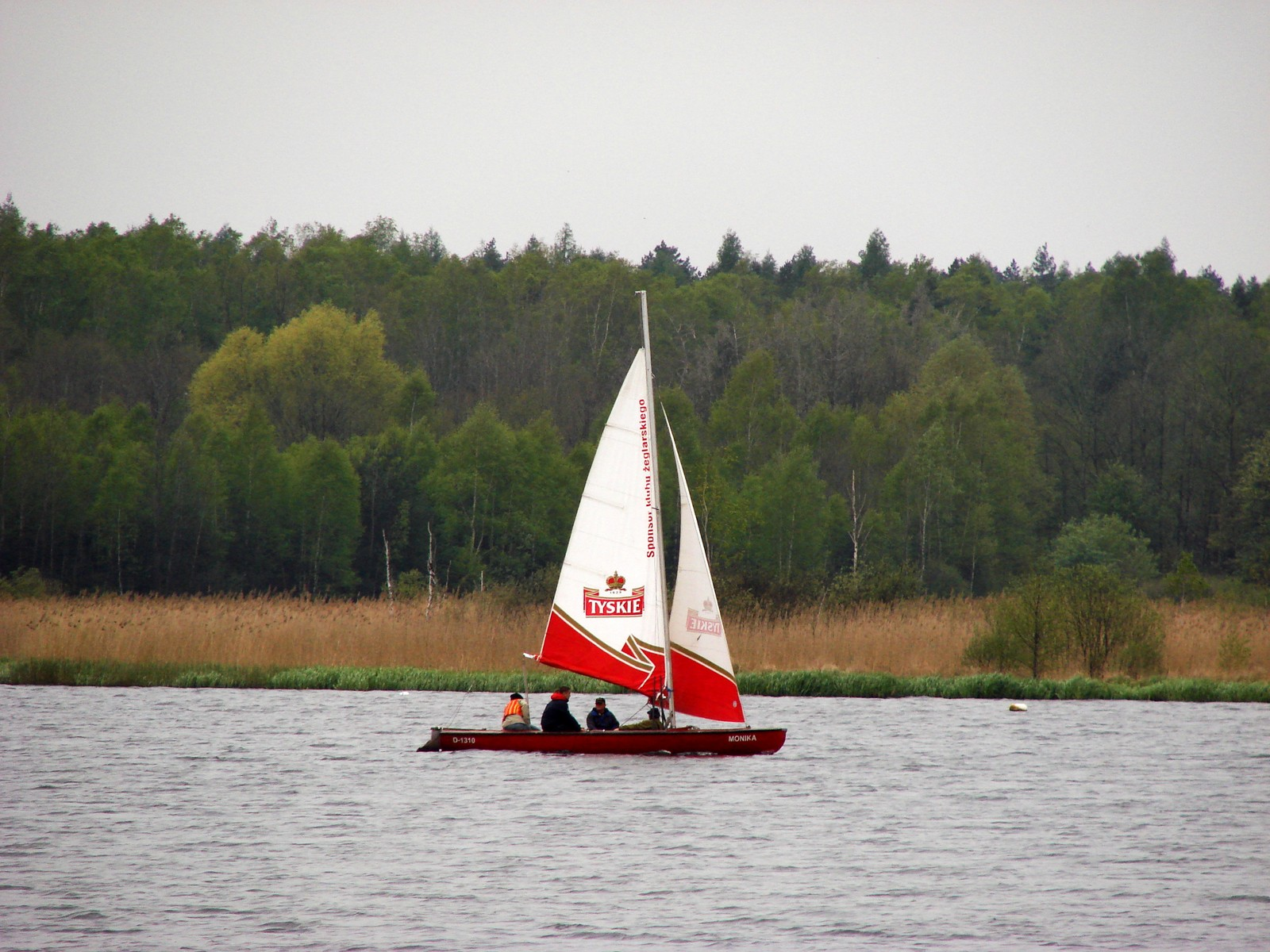
Lago Paprocany
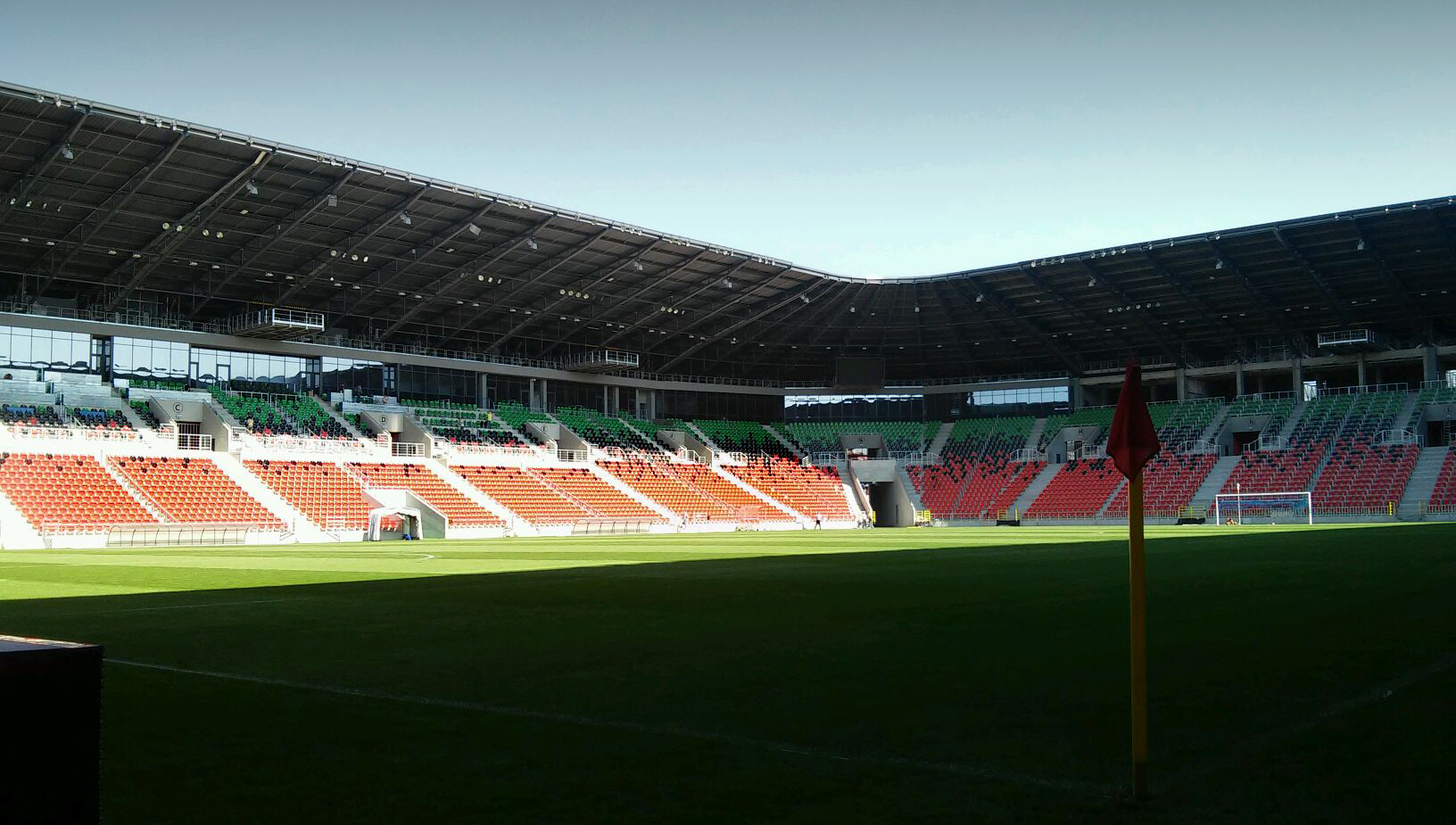
Stadio di calcio